# ボロメータ

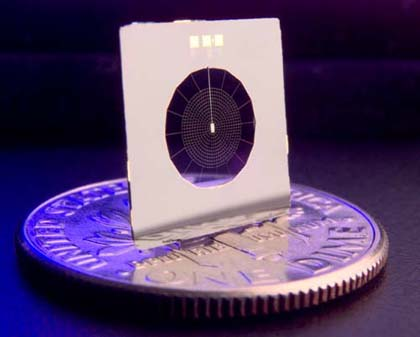
宇宙マイクロ波背景放射計測用 くもの巣型ボロメータ。画像提供: NASA/JPL-Caltech。

ボロメータ (bolometer、ギリシア語: βολόμετρον、測るもの (-μετρον)、放射物の (βολο-) から）は入射する電磁波などの放射のエネルギーを、温度に依存する電気抵抗を持つ物質の受ける熱を通して計測する観測機器である。1878年にアメリカ人天文学者サミュエル・ラングレーにより発明された。名前は、光線のことを放り投げられたものを意味するギリシア語: βολή により表現している。
熱力学における熱量計として使用する事が本来の使用法である。低温物理学に於いて代替し得る物は無い。
20世紀初頭には既に現在の形態になったが、20世紀後半には赤外線カメラなどの赤外線撮像素子等に応用されたが、近年、MEMS技術を取り入れる事で、さらなる応用の広がりが期待されている。

## 動作原理

ボロメータの概念図。放射束 P の入射信号がボロメータにより吸収され、熱容量 C のサーマルマスを温度 T にまで熱する。サーマルマスは定温に保たれた熱浴に熱コンダクタンス G の結合部で繋がれている。温度上昇は ΔT = P/G に従う。温度の変化は抵抗式温度計により測定される。固有熱時定数は τ = C/G で与えられる。

ボロメータは金属薄膜のような吸収材と、それに熱的結合材で繋がる熱浴（定温物体）により構成される。なんらかの放射が吸収材に入射すると、吸収剤の温度は熱浴の温度よりも上昇する。入射する放射束が大きければ大きいほど温度の上昇も大きくなる。検知速度を決定する固有熱時定数は、吸収材の熱容量を、吸収材と熱浴の間の熱コンダクタンスで割った値に等しくなる。温度変化は吸収材に直接取り付けられた抵抗温度計により、もしくは吸収材そのものの抵抗を温度計として用いて測定される。金属ボロメータは通常、冷却なしで使われる。金属箔あるいは金属薄膜から作られる。今日では、ほとんどのボロメータの吸収材には金属ではなく半導体や超伝導体が用いられている。そのような機器は低温で動作することができ、感度を大幅に向上できる。
ボロメータは吸収材内部が受けたエネルギーを直接検知する。このため、イオン化された粒子や光子だけでなく、電気的に中性な粒子や未知の放射（ダークマターなど）まで、どんな放射であろうと検知できる。このことは、放射の種類の区別ができないという短所にも繋がる。感度を非常に高くしたボロメータはリセット（環境との熱平衡状態にもどる）までに時間が長くかかる。一方で、エネルギー分解能と感度の面については、より一般的な粒子検知器と比較すると極めて効率的である。熱検知器としても知られる。
前述の通り、時定数は熱容量に比例するので高速な測定を行うためには熱容量はなるべく小さい事が望ましいく、素子は通常は薄膜状になる。しかしそれでも、量子型の測定装置に比べると測定速度は通常劣る。背景の熱雑音は照射を断続する事でバンドパスフィルタを介して除去できる。量子型のような冷却装置は不要なので近年では非冷却赤外線撮像素子としての用途が拡大しつつある。

## ラングレーのボロメータ
ラングレーが最初に用いたボロメータはとても単純な設計で、2枚のすすで覆われた白金片でできていた。片方の白金片は放射から遮蔽され、もう片方が放射に曝される。白金片はホイートストンブリッジを構成し、電池および高感度の検流計と接続して用いられた。片方の白金片に電磁放射があたると、その熱により白金片の温度が上がり抵抗が変化する。1880年までに、ラングレーのボロメータは約 400 m 離れた場所に居る牛からの熱放射を感知できるほどに改良された。この機器により、電磁波のスペクトルの広い範囲にわたって熱的に検知することができるようになり、主要なフラウンホーファー線のほとんどを発見できた。また、目には見えない赤外線領域に原子・分子吸収線があることも発見した。1892年に、ニコラ・テスラは電力送信実験のためにラングレーからボロメータを個人的に借り受けている。そのおかげで、彼はウェストポイントからヒューストンストリートにある彼の実験室までの送信実験を成功させることができた。

## 天文学への応用
ボロメータはどんな周波数の放射も捉えることができるが、ほとんどの波長域においてボロメーターよりも感度の高い別の検出方法が存在する。しかし、サブミリ波（およそ 200 µm から 1 mm の波長。遠赤外線またはテラヘルツ波ともいう）領域ではボロメータが最も感度がよく、この波長域を用いる天文学的な観測に用いられる。最高の感度を達成するためには、絶対零度近くまで（典型的には 50〜300 mK）まで装置を冷却する必要がある。サブミリ波天文学へのボロメータの特筆すべき応用例として、ハーシェル宇宙望遠鏡、ジェームズ・クラーク・マクスウェル望遠鏡、成層圏赤外線天文台 (SOFIA) が挙げられる。

## 素粒子物理学への応用
ボロメータという用語は、素粒子物理学においても特殊な粒子検出器を指す用語として用いられる。それらの検出器は上に述べたものと同じ原理を用いている。ボロメータは光だけでなく、どんな形の放射のエネルギー吸収でも検出ができるのである。動作原理は熱力学におけるカロリメータのそれに似ている。しかし、極低温で用いられること、および使用目的が異なることから、運用方法もかなり異なってくる。高エネルギー物理学分野におけるジャーゴンでは、既に別の種類の検出器がカロリメータと呼ばれているため（カロリメータ (素粒子物理)も参照）、これらの検出器はカロリメータとは呼ばれない。粒子検出器としてのボロメータの応用は、いまだ発展途上である。20世紀の初頭からボロメータを粒子検出器として利用することが提案されてきたが、極低温まで冷却する必要性や極低温での機器の運用の困難さのために、1980年代になって初めて普通に用いられるようになった。

## マイクロボロメータ
マイクロボロメータは、赤外線カメラの撮像素子に用いられる、MEMS技術による特殊なボロメータである。酸化バナジウムやアモルファスシリコンによる感熱素子を微細加工技術によりシリコン基板上に二次元格子状に形成して作られる。特定の波長域の赤外線が酸化バナジウムやアモルファスシリコンにあたると、電気抵抗が変化する。この抵抗の変化を測定して処理することにより、温度分布を画像として撮像することができる。マイクロボロメータグリッドは一般に 640×480、 320×240（アモルファスシリコンでは 384×288）、より安い 160×120や64×64等のサイズが流通している。撮像素子が大きいほうが同じ画素数でも感度が高い。2008年には、より大きい 1024×768 のアレイが発表された。近年、応用分野が拡大しつつある。動画の撮影時には撮像素子の熱容量により、残像が生じる。
天文学で用いられているマイクロボロメータは、液体ヘリウムなどで極低温に冷却して用いられているが、酸化バナジウムなどによるマイクロボロメーターは常温でも使用することが可能であり、市販の赤外線カメラなどではマイクロボロメーターが使われることが多い。

## ホットエレクトロンボロメータ
ホットエレクトロンボロメータ (HEB) は低温で、典型的には絶対温度で数度以下の範囲で動作する。このような極低温では、金属内の電子系はフォノン系と弱くカップリングする。電子系とカップリングした放射束は、電子系をフォノン系との熱平衡から外し、ホットエレクトロンを生成する。金属内のフォノンは典型的には基盤のフォノンとよくカップリングしており、熱浴として働く。HEBの性能について言及する際、熱容量は電子熱容量であり、熱コンダクタンスは電子-フォノン間の熱コンダクタンスを意味する。
吸収材の電気抵抗が電子温度に依存するならば、電気抵抗を電子系の温度計として用いることができる。低温では、半導体も超伝導体もこの条件を満たす。吸収材が極低温における通常の（超伝導しない）金属のように温度依存する電気抵抗を持たない場合、接続した抵抗温度計を電子系温度の計測に用いることができる。

## マイクロ波計測
ボロメータはマイクロ波周波数帯の放射束を検出することもできる。この応用においては、電気抵抗計測部がマイクロ波放射に曝されることとなる。ジュール熱により抵抗を熱し、導波路の特性インピーダンスと整合させるために直流バイアス電流が印加される。マイクロ波を照射した後は、マイクロ波の無いときの抵抗に戻るためにバイアス電流は減る。このため、直流電力の変動は吸収されたマイクロ波の放射束と一致する。環境温度変化による影響を打ち消すため、動作（測定）部の素子と同等の放射に曝されない素子でブリッジ回路を組む。これにより、両方の素子に共通の温度変動は測定値に影響しなくなる。一般的なボロメータの応答時間は、パルス源からの放射束を計測するのに適している。
2020年、グラフェンベースのマイクロ波ボロメータにより単一光子レベルのマイクロ波検出を実現したという報告が2つのグループによりなされた。

## 誘導装置への応用
第二次世界大戦中に日本で開発が進められていたケ号爆弾は航空機から投下して艦船等の赤外線を発する物体に向かうように誘導する設計で、赤外線検出素子にはボロメータが採用されていた。